# Kaumberg
Kaumberg là một thị xã thuộc huyện Lilienfeld trong bang Niederösterreich.